# Idaea centropunctata
Idaea centropunctata là một loài bướm đêm trong họ Geometridae.